# Physoloba valeria
Physoloba valeria är en fjärilsart som beskrevs av Butler 1893. Physoloba valeria ingår i släktet Physoloba och familjen mätare. Inga underarter finns listade i Catalogue of Life.